# 理查德·阿贝格
理查德·威廉·海因里希·阿贝格（Richard Wilhelm Heinrich Abegg，1869年1月9日—1910年4月3日），德国化学家。他所提出的阿贝格规则，即某元素最高化合价和最低化合价之差为8启发了吉尔伯特·路易斯的研究，被认为是价键理论的先驱。阿贝格是热气球飞行的爱好者，也因热气球事故而早逝。

## 生平与学术贡献
阿贝格生于普鲁士王国的但泽（今波兰格坦斯克），弟弟威廉·阿贝格后来曾担任普鲁士内务部国务秘书。从柏林威廉高中毕业后，阿贝格进入基尔大学和图宾根大学学习有机化学，后来在柏林大学教授奥古斯特·威廉·冯·霍夫曼的指导下进行有机化学研究。1891年7月19日，阿贝格获得柏林大学博士学位。毕业一年后，他前往莱比锡大学，在弗里德里希·威廉·奥斯特瓦尔德指导下开始物理化学研究。1894年他在哥廷根大学担任物理化学教授沃尔特·能斯特的助手，后来还曾到斯德哥尔摩大学协助过斯凡特·阿伦尼乌斯进行物理化学研究。
在物理化学研究中，阿贝格先研究了冰点下降理论，冰的介电常数，水溶液的渗透压等。他发现某些原子喜欢结合成分子存在而某些不喜欢，从而提出了价电子对化学反应的重要作用和全排满的电子层有利于元素稳定。他发现元素最高化合价和最低化合价之差为8即阿贝格规则。他还研究了氧化电势等。1897年他成为布雷斯劳大学的化学教授。两年后，阿贝格成为弗罗茨瓦夫技术大学的化学系主任。一年后担任化学教授。1909年他成为正教授，和同事 Guido Bodländer一起提出了电子亲和能这一无机化学中的基础概念。从1901年他就担任《电化学学报》的编辑，直到1910年在热气球事故中去世。
在求学和研究生涯中，阿贝格也完成了自己的军事义务。1891年他成为预备役军官。1895年他和莱恩·西蒙结婚，西蒙是一位热气球爱好者。1900年阿贝格成为第九轻骑兵团预备队上尉，这一年他第一次乘坐热气球，目的是进行军事侦查。之后热气球旅行成为阿贝格和他的妻子的爱好，他也在之后的气球旅行中拍摄了大量照片，有多项科学发现，但都没有发表。